# Viktor Stepanovič Černomyrdin
Viktor Stepanovič Černomyrdin (in russo Ви́ктор Степа́нович Черномы́рдин?; Černyj Otrog, 9 aprile 1938 – Mosca, 3 novembre 2010) è stato un politico russo.
Černomyrdin ha ricoperto incarichi ministeriali dal 1982 ed è stato primo ministro dal 1992 al 1998; in aggiunta, ha svolto le funzioni di presidente della Federazione Russa per un giorno, il 6 novembre 1996.
Primo presidente di Gazprom, dal 2001 al 2009 è stato ambasciatore russo in Ucraina ed è stato consigliere economico per i paesi della CSI del presidente Medvedev.

## Biografia
Nato in una famiglia operaia di origine cosacca composta da cinque figli, Černomyrdin trova lavoro come meccanico in una raffineria petrolifera ad Orsk dove resta fino al 1962, anno in cui è ammesso all'Istituto industriale Kujbyšev.
Nel 1961 entra a far parte del Partito Comunista dell'Unione Sovietica; tra il 1973 e il 1978 è direttore dello stabilimento di raffinazione del gas naturale a Orenburg e, successivamente, dal 1978 al 1982 si occupa del settore dell'industria pesante nell'ambito del Comitato centrale del Partito Comunista dell'Unione Sovietica.

### Incarichi ministeriali
Nel 1982, Černomyrdin è nominato vice-ministro per il settore del gas naturale sovietico e dal 1983 è posto anche alla direzione dell'associazione industriale Glavtyumengazprom, con finalità di sviluppo della risorsa del gas naturale nell'oblast' di Tjumen'.
Dal 1985 al 1989 è promosso a ministro per il settore del gas naturale sovietico.
Nel 1989, il Ministero per le risorse petrolifere e del gas viene soppresso ed è costituita la compagnia governativa Gazprom, di cui Černomyrdin è eletto presidente.
Nel maggio del 1992, riceve da Boris El'cin la nomina a vice primo ministro incaricato del combustibile e dell'energia.
Il 14 dicembre 1992, è nominato per la prima volta primo ministro della Federazione Russa. Nell'aprile 1995, forma il gruppo politico centrista Nostra Casa - Russia, che però non riesce ad attestarsi quale forza principale in Parlamento, ottenendo soltanto il 10% dei voti.
Nell'estate del 1995, Černomyrdin si impegna direttamente nelle negoziazioni con il terrorista ceceno Šamil' Basaev, il cui gruppo terroristico tiene in ostaggio cittadini russi nell'ospedale di Budënnovsk. A seguito delle trattative, vengono rilasciati alcuni ostaggi.
Il 6 novembre 1996 assume le funzioni di presidente della Federazione Russa per 23 ore, mentre Boris El'cin si sottopone ad operazione cardiaca.
Černomyrdin si dimette dall'incarico di primo ministro nel marzo 1998; a seguito della crisi finanziaria dell'agosto 1998, è richiamato da El'cin alla guida del governo, ma non ottiene la fiducia dalla Duma.
Nel dicembre 1999 è eletto alla Duma. Nel maggio 2001, Vladimir Putin nomina Černomyrdin ambasciatore in Ucraina.
Muore il 3 novembre 2010 all'età di 72 anni, a seguito di una lunga malattia. Fu sepolto accanto a sua moglie nel cimitero di Novodevičij il 5 novembre e il suo funerale fu trasmesso in diretta sui canali televisivi federali russi.

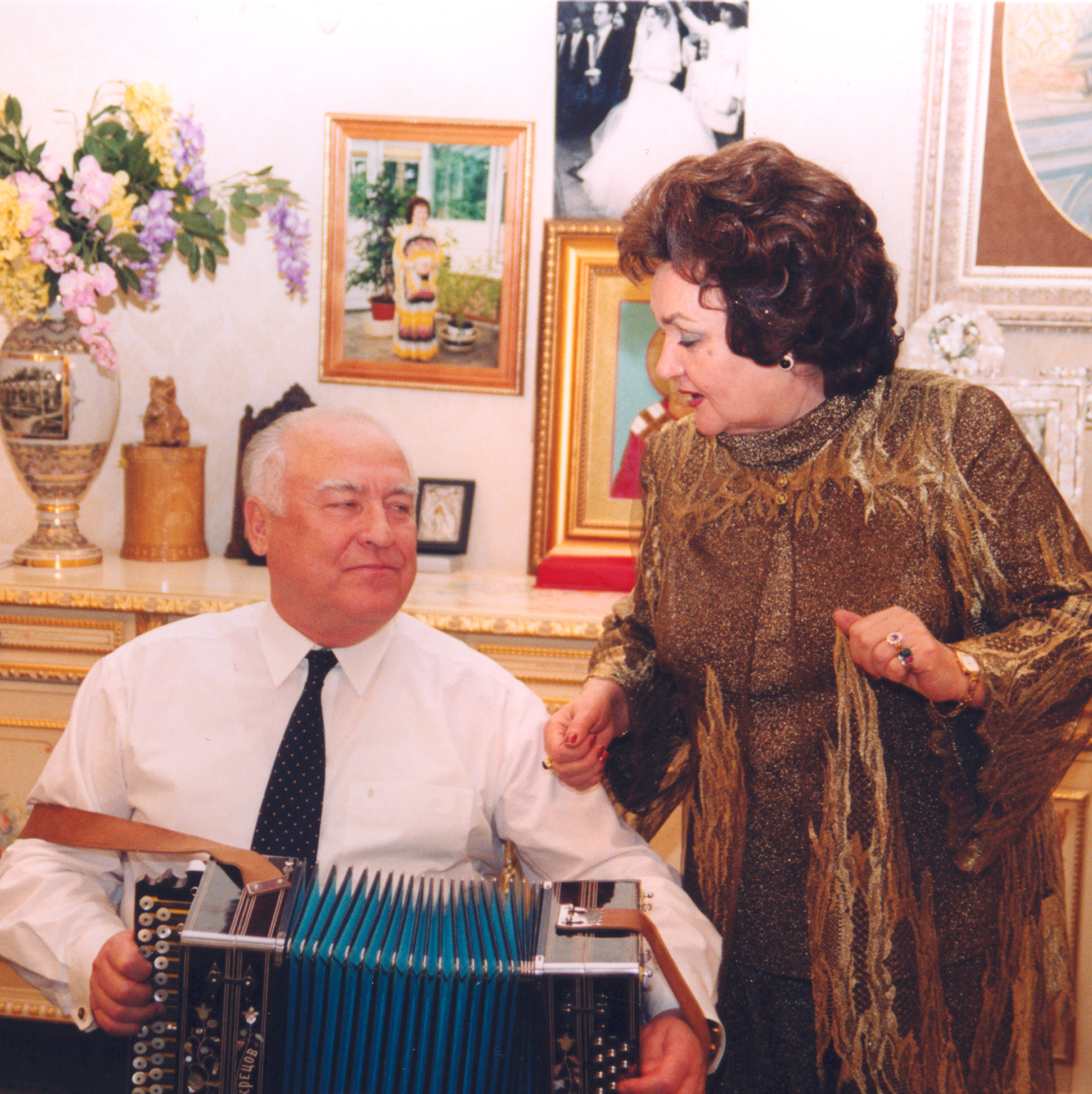
Viktor Černomyrdin con la moglie Valentina nel 2003

## Vita privata
Era sposato dal 1961 con Valentina Fëdorovna Černomyrdina (Šepeleva), ucraina, maestra e amante delle danze russe. Eseguiva anche canzoni russe e ucraine, e nel 2001-2005 registrò insieme all'ensemble "Ugopolk Rossii" sotto la direzione di V. Nesterenko due dischi: "Valentina Fëdorovna Černomyrdina canta" e "Canzoni per il marito, i figli e i nipoti...”. Morì il 12 marzo 2010  e fu sepolta nel cimitero di Novodevičij a Mosca. Due i figli: Vitalij e Andrej.